# Tim Rose-Richards
Thomas Essery Rose-Richards (ur. 6 czerwca 1902 w Mayals, zm. 7 października 1940 k. Anvil Point) – brytyjski kierowca wyścigowy.

## Życiorys
Pięciokrotnie uczestniczył w wyścigu 24h Le Mans, a w roku 1932 zajął w nim Talbotem AV105 trzecie miejsce. Rok później był drugi w wyścigu Mannin Moar na Bugatti T51. W sezonie 1934 był tym samochodem czwarty w Grand Prix Dieppe. W roku 1935 ścigał się fabrycznym ERA A-Type w wyścigu Eifelrennen w klasie voiturette, zajmując wówczas trzecią pozycję. W tym samym sezonie wygrał wyścig BRDC Gold Star.
Był porucznikiem w Royal Navy. Zmarł w 1940 roku koło Anvil Point.